# Заборовье (Юшкинская волость)
Заборовье — деревня в Гдовском районе Псковской области России. Входит в состав Юшкинской волости Гдовского района.

## География
Расположена в 12 км к юго-востоку от райцентра Гдова и в 1,5 км к северо-востоку от волостного центра Юшкино.

## Население
Численность населения деревни по оценке на 2000 год составляет 16 жителей.